# Joseph-Marie Trèves
Joseph-Marie Trèves, (né le 31 août 1874 à Émarèse et mort en 1941 à Excenex (colline d'Aoste)), est un prêtre catholique et résistant valdôtain connu sous le nom d'abbé Trèves. Il est notamment le fondateur du mouvement régionaliste La jeune Vallée d'Aoste.
Son nom est étroitement lié au mouvement de résistance contre le régime fasciste en Vallée d'Aoste, qui visait à anéantir sa culture alpine et francophone.

## Biographie
Né en 1874 dans le hameau d'Érésaz à Émarèse, de Joseph-Sulpice de vivant Jean-Baptiste et de Claudine Crétier il s'engage à répandre les initiatives sociales promues par l'équipe d'ecclésiastiques qui se reconnaissaient dans les idéaux de monseigneur Jean-Joconde Stévenin, syndic d'Aoste : il lance des campagnes pour la constitution de caisses rurales et d'assurances en faveur des travailleurs, contre l'alcoolisme, l'analphabétisme et l'immoralité.
Pour ce faire, il parcourt à pieds la Vallée d'Aoste pour connaître de près les conditions de vie des paysans souffrant notamment des retombées économiques, sociales et culturelles de la politique gouvernementale de l'époque.
La montée du fascisme oblige Trèves à prendre une position nette contre la dictature et contre les Valdôtains soutenant le régime par opportunisme. Il dénonce notamment la fermeture des écoles de hameau, mise en place par le régime fasciste, à travers des écrits parus à partir du numéro du 21 février 1923 dans le journal diocésain Le Duché d'Aoste, recueillis par la suite dans l'ouvrage Une injustice qui crie vengeance.
Joseph-Marie Trèves meurt dans sa paroisse à Excenex (sur la colline d'Aoste) en 1941.

## LaJeune Vallée d'Aoste

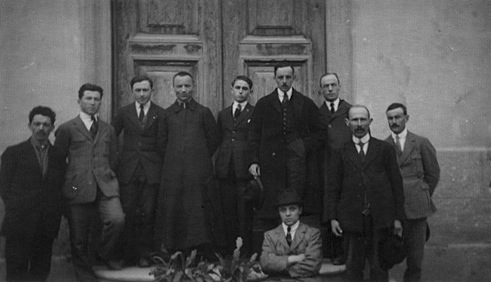
Les fondateurs de la Jeune Vallée d'Aoste lors de l'assemblée de fondation (en face du Petit séminaire d'Aoste le 22 mars 1925) : de gauche à droite en haut : Joseph-Athanase Thiébat, Ferdinand Bionaz, Émile Chanoux, Joseph-Marie Trèves, Cino Norat, Joseph-Marie Alliod, Samuel Gerbaz, Louis Pellissier, François Vallet. Joseph Proment est assis.

Avec Émile Chanoux, Rodolphe Coquillard et Séverin Caveri il fonde la Jeune Vallée d'Aoste, groupe régionaliste dont le programme est résolument antifasciste : la sauvegarde des traditions et de la langue française et la transformation du royaume d'Italie en une fédération républicaine des régions italiennes dans le cadre plus large d'une fédération européenne. Traqué par les milices fascistes, ce mouvement devient bientôt clandestin, et ses adhérents animeront la résistance antifasciste en Vallée d'Aoste des années 1943-1945.
La « Jeune Vallée d'Aoste » n'a pas formé un parti politique au sens traditionnel, c'était un rassemblement d'hommes, d'horizon politique différents mais animés par le patriotisme valdôtain. Le chanoine Maxime Durand était un monarchiste traditionnel, Émile Chanoux un républicain inspiré par un idéal chrétien-social et parmi les participants de la dernière heure il y avait même des communistes comme Lino Binel

## Hommages
Le « Centre d'études abbé Trèves » a été inauguré le 6 octobre 2012 à Érésaz, hameau natal de Trèves et siège de la maison communale d'Émarèse.